# 瓦尔索
瓦尔索是德国梅克伦堡-前波美拉尼亚州的一个市镇。总面积14.89平方公里，总人口647人，其中男性331人，女性316人（2011年12月31日），人口密度43人/平方公里。